# Грушевий сидр

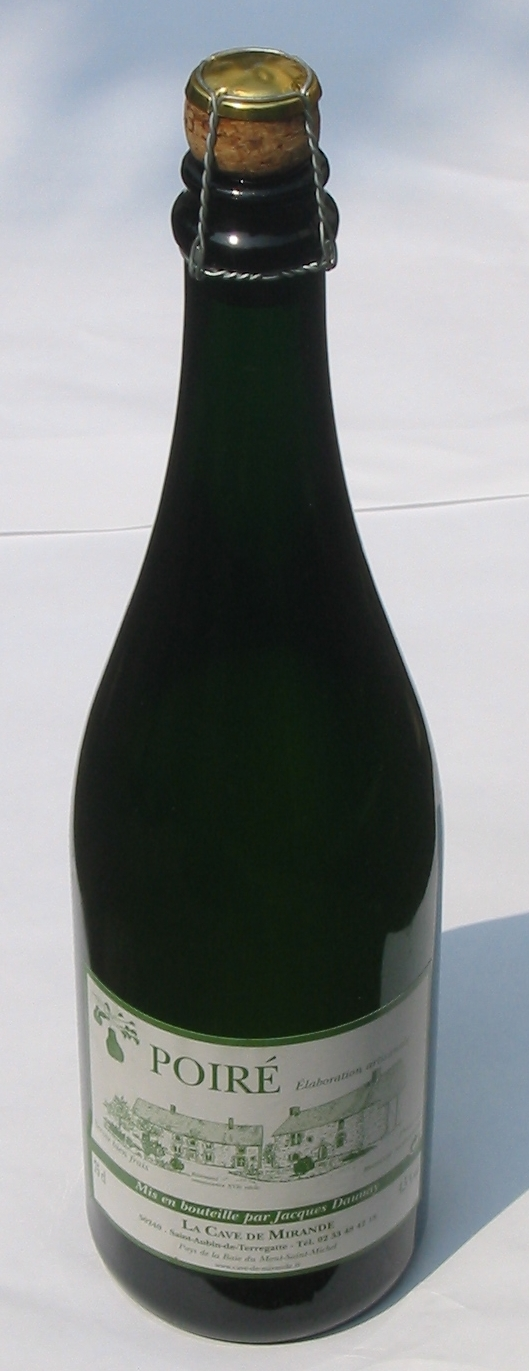
Грушевий сидр із Нормандії

Грушевий сидр — слабоалкогольний напій із забродженого соку груші. Він схожий на яблучний сидр як за процесом виробництва, так і за аналогічними параметрами, наприклад, вміст алкоголю варіюється від 5 до 8,5 %. На відміну від звичайного сидру, грушевий містить багато цукру.
Грушевий сидр виробляють у багатьох країнах під різними назвами. Основні виробники:
- Велика Британія — перрі (англ. perry)
- Франція — пуаре (фр. poiré)
- Іспанія — перада (ісп. perada)

У Франції грушевий сидр розливають переважно у пляшки, подібні за формою до традиційних пляшок шампанського вина з Шампані.